# La Tentation

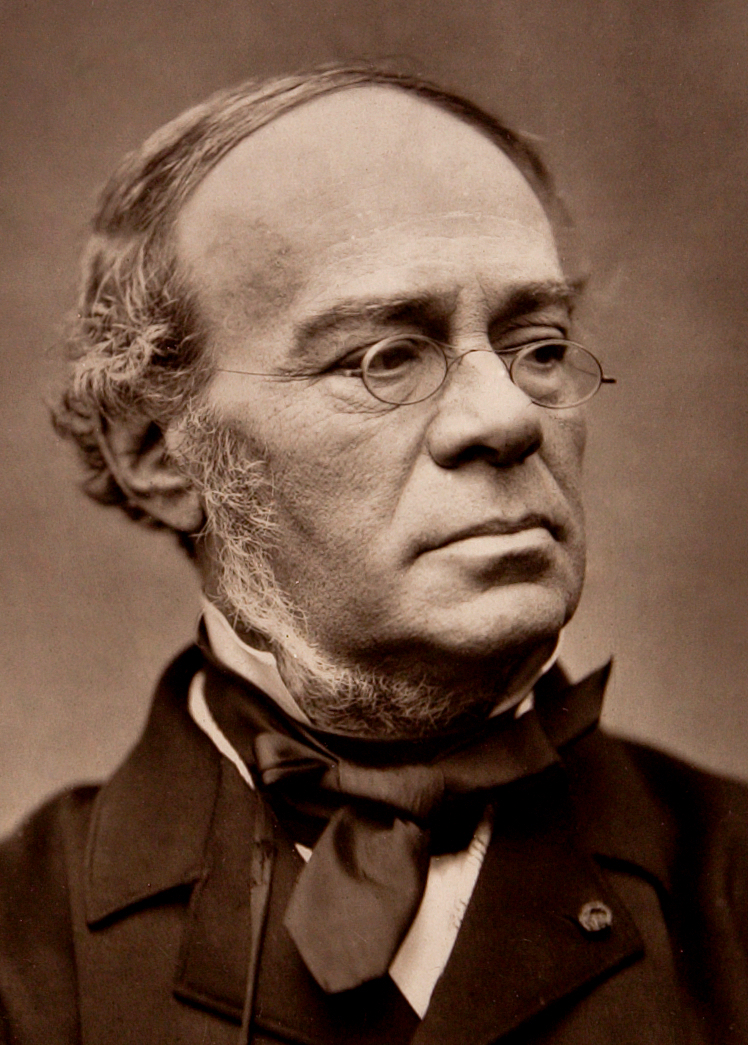
Fromental Halévy

La Tentation är en "balett-opera", ett hybridverk i vilket både sångare och dansare spelar stora roller. Den hade premiär 1832 i sin ursprungliga femaktsform på Parisoperan. Merparten av musiken var komponerad av Jacques Fromental Halévy och librettot var skrivet av Edmond Cavé och Henri Duponchel. Koreograf var Jean Coralli och dekoren var gjord av Eduard Bertin, Eugène Lami, Camille Roqueplan och Paul Delaroche. Efter de första 29 föreställningarna framfördes oftast de separata akterna (antingen första, andra eller fjärde) tillsammans med andra verk, även om det hände att operan framfördes i sin helhet till exempel åren 1833, 1834, och 1835. Sammantaget gavs operan 46 gånger och som separata akter 60 gånger.

## Kompositionshistorik
Formatet i La tentation är ovanligt med både sångare och dansare i ledande roller. Musiken till operadelen skrevs av Halévy; musiken till balettavsnitten av Halévy och Casimir Gide. Operachefen Louis Véron skrev i sina memoarer att under koleraepidemin i Paris;

Jag ville varken dra nytta eller äventyra något av repertoarens viktiga verk. Vi...sysselsatte oss med...repetitioner av La tentation. Denna femaktssaga var mer en serie av tablåer, av vilka kören och baletten var stjärnorna. Dessa kan alltid ersättas, och dekorerna blir som väl är aldrig sjuka. La tentation... var således ett verk som redan låg färdig för premiär.

Premiärdatumet anges av Marian Smith till den 12 mars 1832; emedan det tryckta librettot anger datumet 20 juni. Musiken innehåller flera direkta citat från Beethoven, däribland från hans Femte symfoni (demonmötet i akt II) och hans pianosonat No. 8 (Pathétique).
Den 2 augusti 1832 skrev Frédéric Chopin till Ferdinand Hiller att "La tentation, en opera-ballet av Halévy och Gide, frestade ingen med god smak, då den är lika tråkig som din tyska riksdag är på att vara i otakt med tidens anda". Verket var emellertid en succé och gavs mer än 50 gånger under den första säsongen, och mer än 50 gånger under de följande sex åren, även om den sedan dess inte har spelats. Originalpartituret finns på Bibliothèque de l'Opéra i Paris.

## Personer

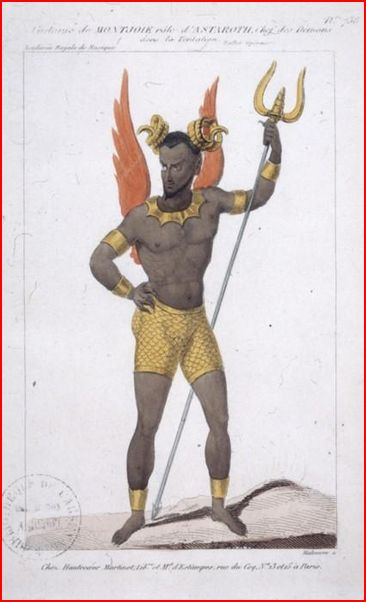
Kostymskiss för Astaroth

| Roller | Stämma      | Premiärbesättning den 20 juni 1832 (Dirigent: ) |
| --- | ----------- | ----------------------------------------------- |
| Eremiten | dansare     | Joseph Mazilier                                 |
| Marie, en ung pilgrim | dansare     | Pauline Leroux                                  |
| Hélène, ung kvinna från Iconium | sopran      | Julie Dorus                                     |
| Mizaël, ängel | sopran      | Louise-Zulmé Leroux-Dabadie                     |
| Astaroth, kung av demonerna | dansare     | Louis-Stanislas Montjoie                        |
| Miranda, dotter av underjorden | dansare     | Pauline Duvernay                                |
| Anubri, hondjävul | mezzosopran | Constance Jawureck                              |
| Raca, hondjävul | dansare     | Louise Élie                                     |
| Ditikan, demon | dansare     | François-Louis-Sylvain Simon                    |
| Asmodée, demon | tenor       | Alexis Dupont                                   |
| Drack, demon | baryton     | Ferdinand Prévôt                                |
| Bélial, demon | tenor       | Jean-Étienne-Auguste Massol                     |
| Baal, demon | bas         | Charles-Louis Pouilley                          |
| Samiel, demon | tenor       | Hyacinthe-M. Trévaux                            |
| Moloc, demon | bas         | Auguste-Hyacinth Hurteaux                       |
| Mammon, demon | tenor       | François Wartel                                 |
| Belzébuth, demon | bas         | Prosper Dérivis                                 |
| Urian, demon | sångare     | M. Sambet                                       |
| Validé, en av sultanens favoriter | dansare     | Lise Noblet                                     |
| Léila, en av sultanens favoriter | dansare     | Pauline Paul Montessu                           |
| Amidé, en av sultanens favoriter | dansare     | (Odile-Daniel) Julia de Varennes                |
| Effémi, en av sultanens favoriter | mezzosopran | Constance Jawureck                              |
| Gulliéaz, en av sultanens favoriter | dansare     | Mme (Alexis) Dupont                             |
| Ett monster | dansare     | Mlle Keppler                                    |
| Alaédan, sultan av Iconium | dansare     | Simon Mérante                                   |
| Chorus Act 1: 25 herdar, demoner, 8 änglar, 15 kvinnliga bönder Akt 2: demoner Akt 3: jägare, 3 trumpetare, 4 lorder, 20 kockar, 13 änglar och pilgrimer Akt 4: (hela kören) Akt 5: (hela kören) —Del 2: demons (alla män), änglar (alla kvinnor). |             |                                                 |
| Corps de ballet Akt 1: 2 fiancéer, 11 herdar, 12 kvinnliga bönder, 4 barn Akt 2: 7 Kardinalsynder, Astaroths armé (14 kaptener, tamburmajor, dirigent, 10 laddare, 23 män, 13 små handjävlar, 36 kvinnor, 12 små hondjävlar) Akt 3: 12 jägare, 18 jaktgossar Akt 4: 40 haremsdamer, 2 damer, 6 svarta eunucker Akt 5: 8 tillbedjare av Astaroth —Del 1: dansmästare, fäktningsmästare, målare, poet, kock, troll, page, köpman, kvinnlig magiker —Del 2: demoner (alla män), änglar (alla kvinnor). |             |                                                 |

## Handling

### Akt 1
En öken nära eremiten
Eremiten ber att få bli befriad från frestelserna; han har blivit dödad av blixten efter att ha trånat efter pilgrimen Marie. Medan änglar och demoner debatterat hans öde blir han levande igen och flyr.

### Akt 2
Insidan av en vulkan
Astaroth och demonerna planerar hämnd mot eremiten. I en av operans mest spektakulära scener skapar de fresterskan Miranda, som uppenbarar sig (naken) ur en gryta som tidigare frammanat ett hemskt monster. Miranda är märkt med en svart fläck på hjärtat. Demonerna skingras av en meteor sänd av en ängel.

### Akt 3
I en övergiven park
Eremiten svälter. Astaroth visar sig med Miranda för att fresta honom och erbjuder honom bröd mot hans kors. Miranda rörs av eremitens böner och knäböjer; fläcken försvinner.

### Akt 4
Ett magnifikt harem vid kusten
Eremiten attraheras av haremets vackra dansare. Han får rådet att döda sultanen och ta över haremet; men Miranda hindrar honom.

### Akt 5
En öken nära eremiten
Eremiten finner Marie. Miranda förenar sig med Marie i bön, trots att hon är utsänd för att förföra eremiten. Astaroth och hans legioner dödar Marie. Men änglar för eremiten upp till himlen.